# Askja
Askja er en aktiv vulkan med flere overlejrede calderaer, som ligger i Islands centrale højland lidt nord for gletcheren Vatnajökull. I den sydøstlige del af calderakomplekset ligger Öskjuvatn, eller Askja-søen, som blev dannet ved et eksplosivt udbrud i 1875.

## Vulkan-systemet
Askja er en centralvulkan beliggende i den nordlige vulkanske zone, der strækker sig fra Vatnajökull og op til nordkysten af Island. Selve centralvulkanen er domineret af flere overlejrede calderaer. Den største caldera med en diameter på 8 km blev dannet for ca 10000 år siden medens den yngste caldera med en diameter på ca 4,5 km blev dannet ved udbruddet i 1875. Øst og syd for caldera-komplekset ligger Dyngjufjöll-bjergene med tinder til ca 1500 meters højde. Ligesom andre centralvulkaner i Island har Askja et udstrakt sprækkesystem. Dette strækker sig ca 30 km i sydlig retning, indtil det forsvinder under isen i Vatnajökull. Mod nord har det en udstrækning på mindst 120 km .

## Udbrud
Indtil det store udbrud i 1875 havde vulkanen i historisk tid kun haft svag aktivitet . I 1875 undergik Askja imidlertid et voldsomt eksplosivt udbrud med en styrke på 5 på VEI-skalaen. Som følge af udbruddet dannedes en 4,5 km bred caldera, der i dag rummer den 220 m dybe sø Öskjuvatn. Eksplosionskrateret Víti ved søens nordøstlige ende dannedes også ved dette udbrud . I det 20. århundrede har Askja haft et antal mindre basaltiske udbrud, det seneste i 1961.

## Steder og turisme
På trods af sin afsides beliggenhed er Askja et populært turistmål. Öskjuvatn og Víti-krateret er tilgængelige fra en parkeringsplads ved nordsiden af calderaen, hvorfra der er en vandring på ca 2,5 km gennem calderaen. I Dyngjufjöll-bjergene øst for Öskjuvatn ligger kløften Drekagil ("Dragekløften"), hvor der også findes en hytte og en lejrplads. Nordøst for Askja ligger den 1682 m høje tuya-vulkan Herðubreið, der kan ses fra en stor del af det nordøstlige højland. Mod sydøst ved randen af Vatnajökull ligger det delvist isdækkede vulkan-massiv Kverkfjöll med blandt andet et stort område med varme kilder og fumaroler.
Askja ligger ca 100 km fra ringvejen i nord og er kun tilgængelig via dårlige højlandsveje, som kræver firehjulstrukne køretøjer. Området er tilgængeligt fra juli, når sneen smelter, og et par måneder frem, indtil vinteren igen sætter ind.